# Hyalorrhipis shestoperovi
Hyalorrhipis shestoperovi är en insektsart som beskrevs av Boris Petrovich Uvarov och Johann Wilhelm Karl Moritz 1929. Hyalorrhipis shestoperovi ingår i släktet Hyalorrhipis och familjen gräshoppor.

## Underarter
Arten delas in i följande underarter:
- H. s. shestoperovi
- H. s. gedrosica